# Chamaerhodos corymbosa
Chamaerhodos corymbosa är en rosväxtart som beskrevs av Murav.. Chamaerhodos corymbosa ingår i släktet Chamaerhodos och familjen rosväxter. Inga underarter finns listade i Catalogue of Life.